# Prospero Fedozzi
Prospero Fedozzi (Matelica, 12 giugno 1872 – Genova, 19 gennaio 1934) è stato un giurista italiano.

## Biografia
Laureatosi in diritto all'Università di Padova nel 1894, vi conseguì due anni più tardi l'abilitazione alla libera docenza, dopo la pubblicazione della sua tesi dal titolo "Il principio di nazionalità". In essa erano già evidenti alcuni temi caratteristici del suo pensiero giuridico, quali la coscienza nazionale come criterio fondante dell'identità nazionale (portando ad esempio l'Alsazia, in cui a suo giudizio le prove di coscienza nazionale francese rinvenibili negli ultimi secoli di storia avevano la preminenza sugli aspetti linguistici ed etnici tedeschi).
Sul finire del secolo ebbe una breve carriera nella magistratura: uditore giudiziario al Tribunale di Venezia, poi vicepretore nel 1896, fu trasferito a Udine e poi a Bologna, dove però si dimise nel 1899. Iniziò così la sua lunga carriera accademica e scientifica. Dapprima fu nominato docente straordinario di diritto internazionale a Perugia nel 1899. Si mosse quindi a prima a Macerata, poi a Palermo, dove fu ordinario e pubblicò delle lezioni di diritto civile. Nel 1909 ebbe infine una cattedra all'Università di Genova, dove si stabilì definitivamente, divenendo anche rettore dal 1 marzo 1917 al 9 novembre 1923. Fece parte del Consiglio Superiore della Pubblica Istruzione agli inizi del governo Mussolini e fu vicepresidente dell'Associazione nazionale professori universitari.
Morì a Genova nel 1934 a 61 anni d'età.